# Wieża widokowa w Desznicy
Wieża widokowa w Desznicy – turystyczna wieża widokowa, otwarta w 2023, znajdująca się w okolicy wczesnosłowiańskiego grodziska Walik, w środkowej części Beskidu Niskiego, w pobliżu granicy Magurskiego Parku Narodowego. 

## Opis
Wieża znajduje się na terenie miejscowości Desznica, w obrębie bezleśnego wierzchołka wzniesienia bez nazwy o wysokości 501 m. Wieża zbudowana została w 2022 i w 2023, staraniem Gminy Nowy Żmigród w ramach projektu: Budowa ogólnodostępnej infrastruktury turystycznej na terenie gminy Nowy Żmigród. Stanowi ją zwężająca się ku górze konstrukcja stalowo-drewniana o całkowitej wysokości 25 m. Do najwyższej platformy widokowej na wysokości 22 m prowadzą drewniane schody). 
Z wieży roztacza się widok obejmujący Beskid Niski.
Z parkingu przy cerkwi w Desznicy można udać się pieszo do wieży drogą koło cmentarza. Do wieży można będzie dojść także projektowanym szlakiem turystycznym z Brzezowej albo Skalnika). 

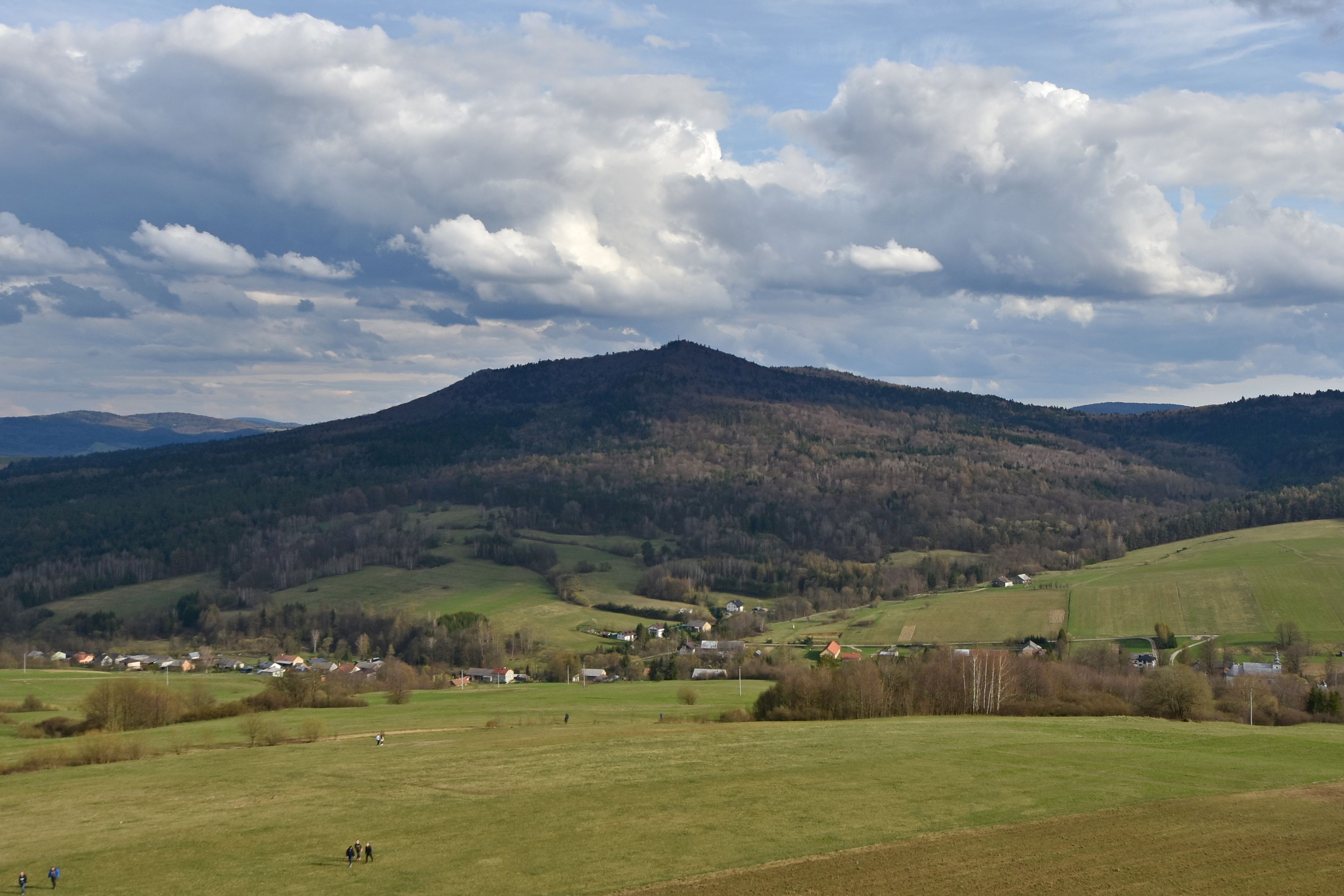
Widok z wieży, w centrum Kamień
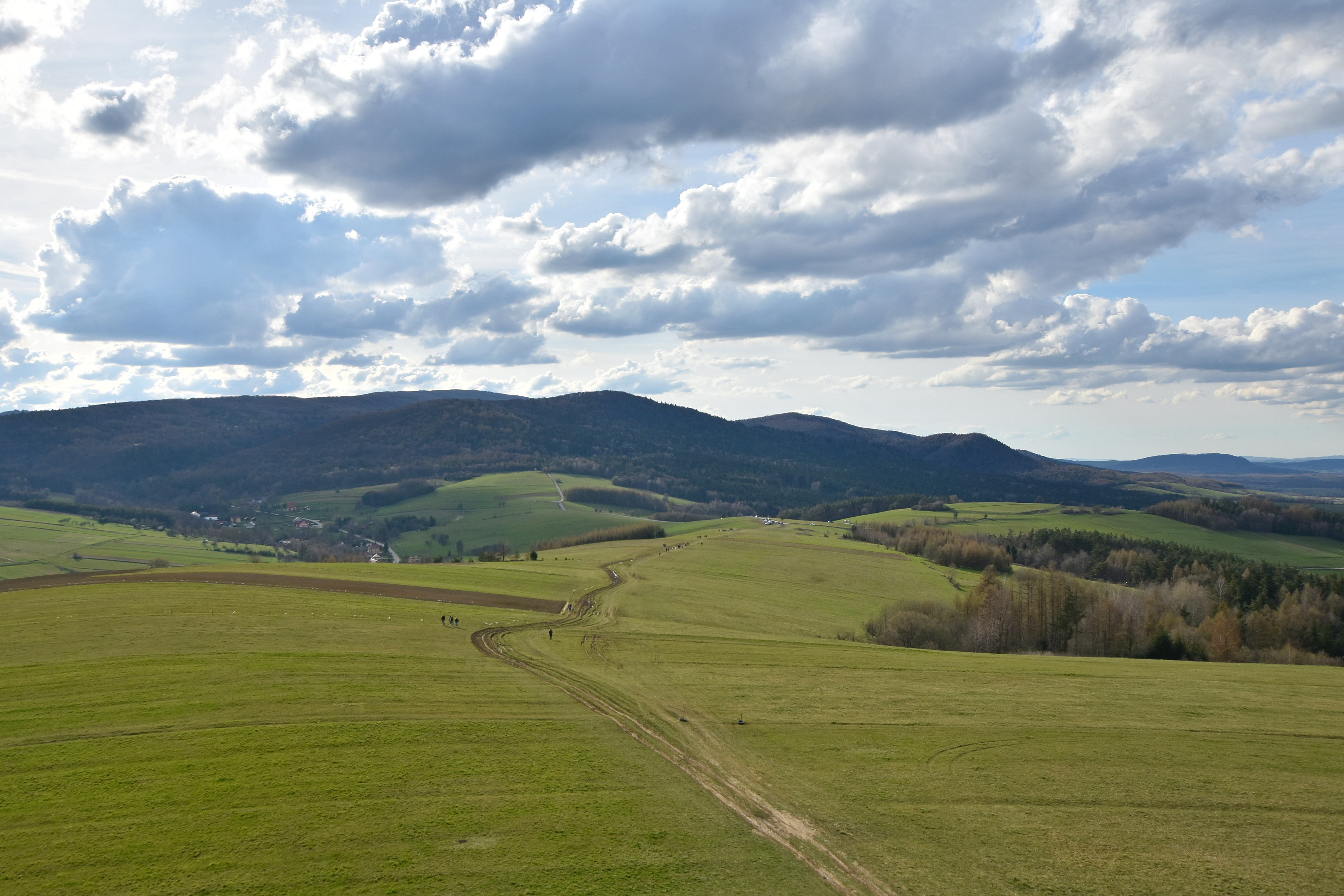
Widok z wieży
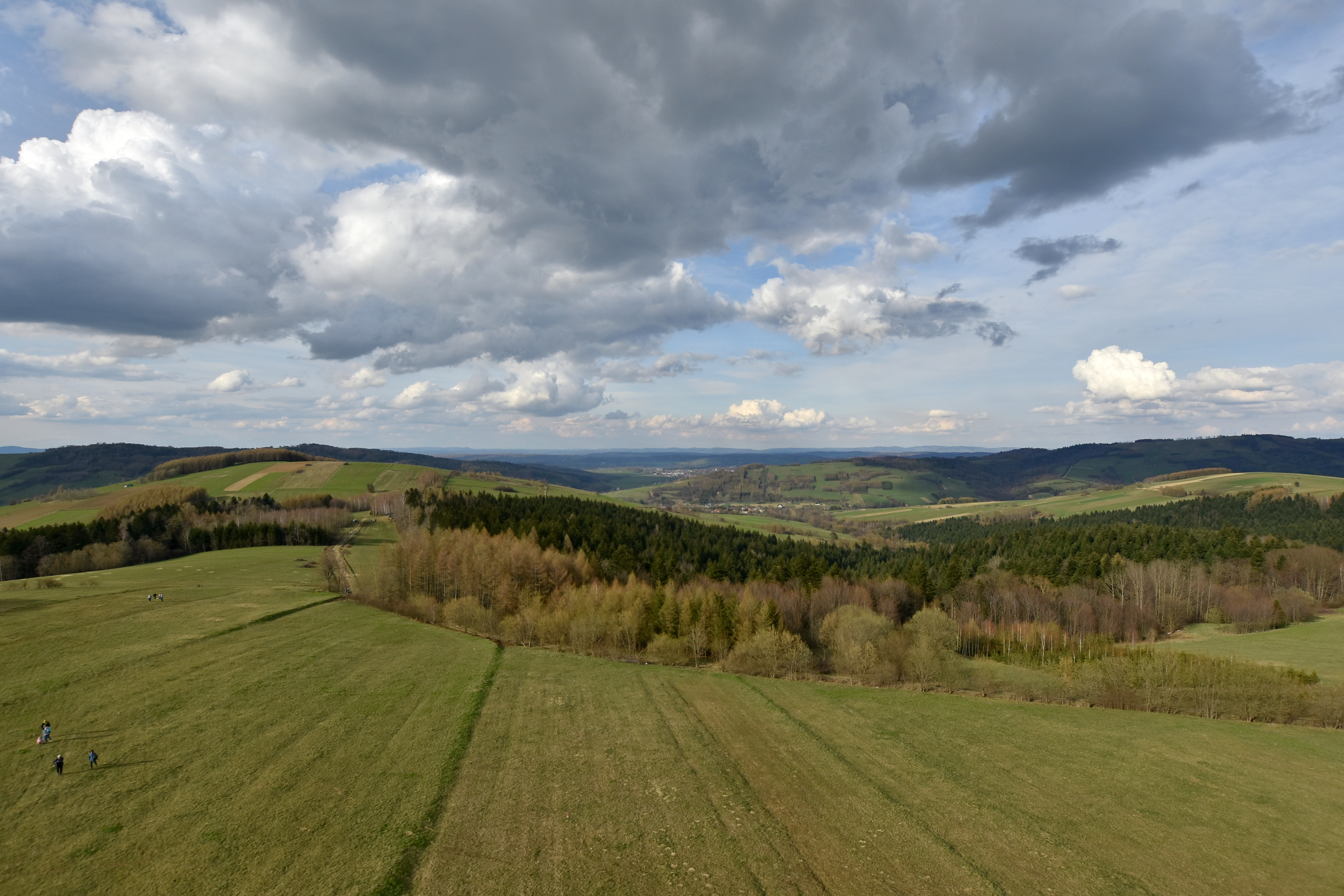
Widok z wieży